# Denise Levertov
Denise Levertov (ur. 24 października 1923 w Ilford, zm. 20 grudnia 1997 w Seattle) – brytyjsko-amerykańska poetka i pisarka.

## Życiorys
Pochodziła z Wielkiej Brytanii. Jej rodzicami byli rosyjski Żyd Paul Philip Levertoff, który przyjął chrześcijaństwo, i Walijka Beatrice Adelaide Spooner-Jones. Odebrała edukacje domową. Gdy miała 12 lat, wysłała swoje wiersze T.S. Eliotowi, który udzielił jej rad na temat pisania poezji. W czasie II wojny światowej pracowała jako pielęgniarka w bombardowanym przez Luftwaffe Londynie. Zadebiutowała w 1940 w Poetry Quarterly. W 1948 przybyła do Stanów Zjednoczonych, po tym, jak rok wcześniej wyszła za mąż za amerykańskiego pisarza Mitchella Goodmana. W 1949 urodziła syna, o imieniu Nicola. W latach sześćdziesiątych była związana z buntem przeciwko amerykańskiemu establishmentowi. Przez długi czas jej poezja miała charakter osobisty. Pod koniec życia pisarka w poezji podjęła tematykę religijną. Przyjaźniła się z Czesławem Miłoszem, który wysoko cenił jej twórczość.

## Wybrana bibliografia
- The Double Image (1946[4])
- Collected Earlier Poems 1940-1960 (1979)
- Breathing the Water (1987)
- Żółty tulipan (przeł. Cz. Miłosz, Kraków 1999)

## Antologie
- …Opiewam nowoczesnego człowieka: antologia poezji amerykańskiej: wiersze amerykańskie od Poego, Whitmana i Emily Dickinson do poetów dzisiejszych (oprac. Artur Międzyrzecki i Julia Hartwig, Warszawa 1992)
- Z nowoczesnej poezji amerykańskiej (oprac. Krzysztof Boczkowski, Warszawa 1993)
- Ameryka, Ameryka! Antologia wierszy poetów amerykańskich po 1940 roku (oprac. Grzegorz Musiał, Bydgoszcz 1994)
- Dzikie brzoskwinie - antologia poetek amerykańskich (2003), wyboru dokonała Julia Hartwig.